# Alopecurus gerardii
Alopecurus gerardii là một loài thực vật có hoa trong họ Hòa thảo. Loài này được (All.) Vill. mô tả khoa học đầu tiên năm 1786.